# Hyllisia flavicans
Hyllisia flavicans är en skalbaggsart som beskrevs av Stefan von Breuning 1954. Hyllisia flavicans ingår i släktet Hyllisia och familjen långhorningar. Inga underarter finns listade i Catalogue of Life.